# Никколо I Цорци
Никколо I Цорци (Джорджи) (Niccolò Giorgi [Zorzi]) (ум. в Венеции в 1354) — маркиз Бодоницы (по правам жены).
В 1334 году овдовела Гульельма Паллавичини — маркиза Бодоницы. Она попросила венецианцев подобрать ей мужа для управления владениями. Ей предложили Никколо I Цорци (Джорджи), тоже вдовца. Свадьба состоялась в 1335 году.
В середине 1340-х гг. супруги поссорились. Возможной причиной было то, что Никколо Цорци не воспротивился тому, что венецианцы захватили Лармену — часть её эвбейских владений. Также она подозревала мужа в том, что он хочет сделать своим наследником ребёнка от первого брака. Или просто, как пишет американский историк Кеннет Сеттон (Kenneth Meyer Setton), жена от него устала («tired of him»).
Гульельма Паллавичини изгнала Никколо Цорци из Бодоницы и, несмотря на все уговоры и санкции Венеции, включая конфискацию денег её дочери Маруллы Заккариа в банке Негропонто, отказалась с ним мириться. Остаток жизни он провёл в Венеции.
В браке с Гульельмой Паллавичини у него родился сын — Франческо Цорци (1337—1388). Он воспитывался в Бодонице и после смерти Никколо I стал соправителем матери. Когда она умерла (1358), он унаследовал маркизат и получил назад от венецианцев конфискованные деньги сестры.